# Blot-l'Église
Blot-l'Église é uma comuna francesa na região administrativa de Auvérnia-Ródano-Alpes, no departamento Puy-de-Dôme. Estende-se por uma área de 24,5 km². Em 2010 a comuna tinha 442 habitantes (densidade: 18 hab./km²).